# ZanderHaus
ZanderHaus – polska grupa hardrockowa założona przez Piotra Zandera w 1996 roku.

## Skład
- Janusz Radek – wokale, wokal solo
- Piotr Zander – gitary, gitara solowa
- Artur Malik – perkusja
- Tomasz Martynski – gitara basowa
- Robert Docew – instrumenty klawiszowe

## Dyskografia
- 36 i 6 (MC/CD, Rubicon, 1997)